# Ethel Ayres Purdie
Vous lisez un « bon article » labellisé en 2018.
Ethel Ayres Purdie est une experte-comptable, militante suffragiste et féministe britannique, née le 2 octobre 1874 à Islington et morte le 26 mars 1923 à l'hôpital de Charing Cross (Londres).
Première femme certifiée expert-comptable du Royaume-Uni, elle est l'une des figures majeures de la lutte contre l'exclusivité masculine dans les métiers de la comptabilité. Elle s'implique dans la lutte pour l'obtention du droit de vote des femmes et dans leur défense face aux politiques discriminatoires de l'administration fiscale. Mêlant son combat politique et son activité professionnelle, elle fait figure d'experte sur les questions juridiques, fiscales et administratives pour plusieurs associations suffragistes féminines dont elle tient la comptabilité. L'importance de sa contribution au mouvement suffragiste, longtemps sous-estimée par les historiens, est réévaluée aujourd'hui à la lumière de travaux récents.

## Biographie

### Jeunes années et premiers combats
Ethel Mathilda Ayres naît en 1874 à Islington, North London. Elle est la fille ainée d'une famille d'artisans : son père, Henry William Ayres, est fils de joaillier, et sa mère Margaret Eleanor Tremeer, est la fille d'un polisseur d'argenterie. Henry Ayres fabrique des outils pour la coupe de vitraux, comme des diamants de vitrier, et se présente, avec un peu d'emphase, comme « ingénieur en mécanique ».
Peu de choses sont connues des premières années de sa vie. Jeune fille, elle travaille comme opératrice du télégraphe. Depuis les années 1870, le service postal britannique est le premier et le plus important employeur de personnel féminin dans l'administration publique. Un grand nombre de jeunes femmes (dès quatorze ans) sont employées aux services télégraphiques, comme main d’œuvre précaire et bon marché (la plupart vivent chez leurs parents où leur travail est vu comme un complément de revenu, et elles démissionnent souvent d'elles-mêmes à leur mariage pour devenir femmes au foyer). Au sein du Postal and Telegraph Clerks' Association (syndicat des opérateurs du télégraphe), des voix masculines s'élèvent pour limiter l'emploi des femmes dont l'État se sert pour tirer vers le bas les salaires et les conditions de travail dans la profession.
C'est dans ce contexte, et alors que les opératrices elles-mêmes commencent à s'organiser pour défendre leurs intérêts, qu'Ethel M. Ayres fait ses premières armes, à dix-neuf ans, dans le militantisme syndical. En 1894, elle participe notamment à une lutte sociale victorieuse, protestant contre l'économie faite par l'État sur la pension de retraite des femmes télégraphistes. En effet, celles-ci cotisent pour le système de retraite, mais la grande majorité ne toucheront jamais de pension car elles quittent le travail à leur mariage. Ethel M. Ayres rejoint un comité qui, soutenu par la section londonienne de la PTCA, réclame et obtient que les femmes dans cette situation se voient reverser une pension à leur départ.
Quelques années plus tard, elle quitte à son tour son emploi quand elle épouse, le 16 juin 1897, un voyageur de commerce nommé Franck Sidney Purdie, et dont le père est fabricant d'argenterie. Le couple a deux enfants, mais Ethel Ayres Purdie défie les normes de l'époque en s'engageant dans une carrière professionnelle malgré sa charge de mère.

### Une carrière entravée par le sexisme
Elle étudie la comptabilité en suivant des cours à la Royal Society of Arts puis passe avec succès son examen final en 1906, avec mention en examens de comptes par la chambre de commerce de Londres. Mais la profession est encore exclusivement masculine, et il lui est impossible de réaliser un stage en cabinet. Elle ouvre son étude en 1907 ou 1908, d'abord à l'adresse de son père comme adresse professionnelle, puis à Craven House, Kingsway.
La profession d'expert-comptable étant réglementée pour un certain nombre d'actes, elle tente d'être certifiée par une association professionnelle. Elle soumet sa candidature aux deux principales du Royaume-Uni, l'Institute of Chartered Accountants in England and Wales (en) et la Society of Incorporated Accountants and Auditors (en). Toutes deux refusent d'accueillir une femme dans leurs rangs. Elle écrit alors au Conseil privé pour demander l'autorisation d'exercer en indépendant. L'autorisation lui est refusée, mais le Conseil lui propose d'établir une organisation féminine de comptables. Elle abandonne le projet, jugé irréaliste car nécessitant de rassembler au moins onze membres.
Elle pose sa candidature en 1909 à l'London Association of Accountants (« Association des comptables de Londres ») (LAA), ancêtre de l'Association of Chartered Certified Accountants (en) (ACCA). C'est alors une organisation professionnelle récemment formée, vouée à intégrer les quelque 3 000 à 4 000 comptables refusés par les autres organisations (pour la plupart, faute d'avoir d'expérience de stagiaire en cabinet), et qui se veut ouverte et progressiste. Bien qu'Ayres Purdie ait déjà une clientèle importante, son adhésion est refusée le 14 janvier 1909. L'association motive son refus par le fait qu'elle est une femme, mais également qu'elle est ouvertement suffragiste. Elle obtient néanmoins l'autorisation d'accéder à la bibliothèque et de suivre les conférences. Grâce à l'insistance du président de l'association, le libéral Henry A.G. Lewis, elle est finalement acceptée le 13 mai 1909, devenant la première femme britannique à obtenir la certification d'expert-comptable. Cette année-là, celle que ses collègues surnomment « The Lady » est chargée de porter le toast au dîner annuel de la LAA.

### L'Agence des femmes contribuables

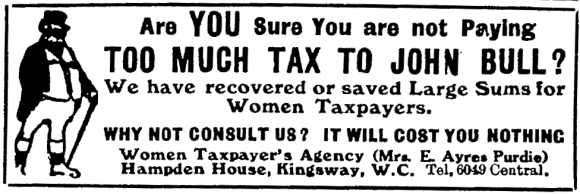
Publicité parue dans The Vote en 1913. Êtes-vous bien certaine que vous ne payez pas trop d'impôts à John Bull ? Nous avons fait recouvrer ou économiser de grosses sommes aux femmes contribuables. Pourquoi ne pas nous consulter ? Cela ne vous coûtera rien.

Ethel Ayres Purdie dispose d'un faible capital de départ, elle a le double désavantage d'être une femme et d'être ouvertement suffragiste. Elle réussit néanmoins à se constituer une clientèle en liant étroitement son engagement militant et sa vie professionnelle, dans une démarche ouvertement fondée sur la solidarité féminine. Elle passe des annonces dans des journaux comme Common Cause, Votes for Women et The Vote, proposant à ses clientes de recouvrer une partie de leur impôt sur le revenu. Son engagement suffragiste lui sert d'argument promotionnel et ses annonces sont teintées d'ironie quant aux discriminations que subissent les femmes fiscalement assujetties à leur mari. L'une de ses annonces se conclut par un post-scriptum : « Les enfants, les femmes mariées et les déments n'en ont pas le droit. »
Après son acceptation au sein de la LAA, elle devient la seule femme à pouvoir représenter un contribuable auprès de l'administration fiscale. Ayant une vision très large du travail comptable, elle propose également ses services pour « toute affaire de nature légale ou financière » : conseils de gestion, ventes de biens, droits de succession, contrats d'assurances, etc. Le nom de son agence, la Women Taxpayers' Agency (« Agence des femmes contribuables »), est en lui-même provocateur, être contribuable étant un signe d'indépendance financière. En 1912, alors que les suffragettes vandalisent les vitrines des commerces de son quartier, son propriétaire et d'autres locataires de son immeuble – tous des hommes – demandent que la mention « Women » soit retirée, car ils la considèrent « offensante ». Elle doit déménager plus loin dans la rue, à Hampden House, pour conserver sa plaque.
Son affaire a du succès, et son cabinet s'agrandit jusqu'à employer plusieurs personnes. Elle prend une stagiaire pendant cinq ans, Nora Laughton, qui sera la première femme formée par une femme de toutes les organisations professionnelles du Royaume-Uni. Très impliquée dans le militantisme suffragiste, elle travaille pour les principales organisations britanniques, comme auditrice des comptes et conseillère financière, pratiquement du mouvement suffragiste lui-même. Son bureau de Campden House, avant son déménagement, est situé juste à côté du Holborn Restaurant, lieu de réunion suffragiste et de « petits-déjeuners politiques ». Elle travaille également pour des syndicats, comme auditrice de l'Association of Women Clerks and Secretaries (en) (« Association des femmes employées de bureau et secrétaires »), du National Fund for Nurses (« Fonds national des infirmières »), et travaille avec la Women's Trade Union League (« Ligue syndicale des femmes »), pour des cliniques et des écoles associatives de formation à la maternité.

### Engagement suffragiste
L'engagement d'Ethel Ayres Purdie passe par une analyse de sa pratique professionnelle. Son apport à la cause des femmes et aux organisations suffragistes va au-delà de la vérification des comptes et du conseil financier : son expertise lui permet de formuler des critiques précises et argumentées des lois fiscales britanniques, et de définir des stratégies et des procédures pour les organisations au sein desquelles elle milite.

#### Expertise comptable et conseil
Ethel Ayres Purdie audite les comptes de la principale organisation militante suffragiste, l'Union sociale et politique des femmes (WSPU), et ce, même après qu'elle a contribué à créer la Women's Freedom League (« Ligue de liberté féminine ») (WFL), scission non-violente de la WSPU, axée sur la désobéissance civile et plus proche des travaillistes. Elle audite les comptes de la WFL et de sa maison d'édition, Minerva Publishing Ltd.. Elle conseille également la East End Federation of Suffragettes (« Fédération des suffragettes de l'East End ») de Sylvia Pankhurst après que cette dernière est exclue de la WSPU. À partir de la Première Guerre mondiale, elle audite également les comptes de la International Women's Suffrage Alliance (« Alliance internationale pour le droit de vote des femmes ») (IWSA) dont le siège social est à Londres.
Elle fournit auprès de ces organisations un travail précieux, d'autant plus difficile qu'elle apporte une rigueur professionnelle dans des comptes qui en manquent cruellement, et qui sont souvent mal tenus et peu vérifiés. Dans une lettre à la trésorière de l'IWSA, elle estime que « la grande faiblesse de l'IWSA et de nombre de bureaux féminins réside dans une incapacité à additionner correctement, due sans aucun doute à un manque de pratique scolaire ».

#### Résistante fiscale
Le refus de payer l'impôt est, avec le refus de se faire recenser, l'un ou des outils militants les plus importants des suffragistes. Ce geste symbolique de désobéissance civile se fait au nom de l'un des principes fondateurs de la démocratie libérale anglo-saxonne, No taxation without representation (« Pas d'impôts sans représentation »). Les militantes organisent des manifestations à chaque arrestation, saisie de biens, passage devant les tribunaux de l'une de leurs consœurs. En 1906, la militante Dora Montefiore, qui rejoindra plus tard la WFL, attire l'attention de la presse en se barricadant chez elle pendant six semaines pour interdire l'entrée aux huissiers.
En 1909, des résistantes fiscales (majoritairement de la WFL) créent la Women's Tax Resistance League (« Ligue féminine de résistance fiscale ») (WTRL) pour s'organiser au-delà des divisions entre associations militantes. Ethel Ayres Purdie, qui ne paye déjà plus ses impôts depuis 1908, en est l'une des grandes figures, à tel point que les réunions de la Ligue s'organisent dans son bureau. Elle en est membre fondatrice, membre du bureau et auditrice des comptes, et son expertise fiscale est déterminante dans l'élaboration des stratégies et procédures de la Ligue. Lui apportant son expertise des questions fiscales, elle pointe les défaillances et les contradictions de la loi et du Trésor britannique. « Source d'inquiétude permanente » pour l'administration fiscale, elle conseille individuellement les membres de la WTRL, intervient en faveur de celles risquant une amende ou une peine de prison, les représentant face à la justice et écrivant aux hommes politiques en leur nom.

#### Critique des lois fiscales
Sous son influence, la WTRL se dote d'un second cheval de bataille : la lutte pour la reconnaissance par l'administration fiscale des femmes mariées en tant que contribuables. La loi fiscale de référence, l'Income Tax Act 1842 (en), a été rédigée alors que les femmes mariées ne pouvaient pas avoir de revenus en leur nom propre, et ne pouvaient donc être taxées.
L'indépendance financière des femmes mariées, obtenue plus tard par la loi sur la propriété des femmes mariées (1882), n'est pas prise en compte par l'Inland Revenue (en), l'administration fiscale chargée de l'impôt. Elle laisse aux hommes mariés la charge de remplir la déclaration de revenus du couple et d'en payer l'impôt (une situation qui perdurera jusqu'à la fin des années 1980).
La WTRL dénonce cette situation comme injuste pour les femmes, donnant à leur mari un moyen de surveiller leurs finances et d'intrusion dans la vie privée de leur conjointe, unilatérale et marquant une inégalité au sein du couple. De plus, la WTRL proteste contre le déséquilibre des régimes fiscaux qui fait qu'une femme mariée est plus imposée qu'une femme célibataire. À son initiative, la Women's Freedom League demande en 1910 une entrevue au chancelier de l'Échiquier, David Lloyd George. Finalement, c'est la WTRL qui est reçue le 10 juin 1913. Ayres Purdie fait partie des sept déléguées envoyées, avec notamment Lena Ashwell. Pressé par les arguments de la comptable, le Chancelier reconnait que le traitement réservé aux femmes constitue une « humiliation légale », mais refuse d'accéder à leurs demandes, arguant de la trop grande difficulté technique de taxer les femmes séparément et de la perte d'1,5 million de livres que cela occasionnerait pour la Couronne.
Plus encore, l'experte-comptable pointe les nombreuses contradictions et absurdités de ce fonctionnement. Dans de nombreux cas, l'impôt sur le revenu des femmes est prélevé à la source, ce qui s'avère, dans ces conditions, illégal. Ethel Ayres Purdie encourage les femmes mariées à réclamer le remboursement de ces sommes, les accompagne dans leurs démarches et les représente auprès de l'administration fiscale, obtenant leur remboursement dans de nombreux cas. Elle joue un rôle important dans plusieurs affaires notables illustrant les incohérences de l'administration fiscale britannique. Dans l'affaire Alice Burns, elle fait exempter totalement une femme d'impôt sous prétexte que son mari, seul membre du couple à pouvoir être assujetti à l'impôt selon la loi, habite la Nouvelle-Zélande. Auditionnée par le commissaire des impôts, elle est pressée de démontrer que le couple a encore une activité conjugale, ce qu'elle fait en produisant devant le juge des lettres d'amour au contenu explicite qui sèment le trouble chez le magistrat.

#### Auteure, pamphlétaire et journaliste
Elle tire de l'affaire Alice Burns une pièce de théâtre, A red tape comedy (« Une comédie bureaucratique »), qui rejoue cette audition et qui est publiée dans The Vote. La pièce s'inscrit dans la tradition théâtrale des suffragistes britanniques, qui utilisent souvent de courtes pièces comiques pour véhiculer leurs messages et leurs idées. Elle est considérée par certains historiens comme l'un des meilleurs exemples d'usage de la comédie et du comique dans le théâtre suffragiste. Outre cette pièce de théâtre, Ethel Ayres Purdie est l'auteure de plusieurs pamphlets. Elle écrit régulièrement dans The Vote, toujours sur des questions de politique fiscale. Elle correspond régulièrement avec des journaux non-suffragistes comme le Daily Mirror, le Daily Sketch, The Daily News et le Nursing Times & Mirror, protestant contre les affirmations inexactes contenues dans leurs colonnes.

### Guerre et après-guerre
Pendant la Première Guerre mondiale, elle suspend provisoirement ses activités militantes et une partie de ses activités professionnelles pour contribuer à l'effort de guerre. Elle audite les comptes de la Women's Auxiliary Force (« Force auxiliaire féminine »), organisation de femmes volontaires qui récoltent des fonds et portent secours aux blessés de guerre. Après la guerre, le Representation of the People Act 1918 accorde le suffrage universel aux hommes et un suffrage censitaire aux femmes de plus de 30 ans, ainsi que le droit de se présenter aux élections législatives. L'année suivante, le Sex Disqualification (Removal) Act 1919 interdit de refuser aux femmes l'accès à une profession ou à une organisation professionnelle,.

### Décès
Ethel Ayres Purdie est percutée par une rame de métro le 26 mars 1923, après être tombée sur les voies à la station de Covent Garden. Gravement blessée, elle meurt à l'hôpital de Charing Cross, à l'âge de 48 ans. L'enquête du coroner de Westminster conclut à un suicide causé par la démence. Son mari témoigne qu'Ethel « souffrait de nervosité et d'insomnie, et craignait d'être en train de perdre ses capacités mentales, et de devenir incapable de poursuivre la conduite de ses affaires ». Il semblerait que, dix jours plus tôt, elle ait déjà tenté de se jeter devant une rame à la station de Gillepsie Road, mais qu'elle en ait été empêchée.
Son décès est vécu comme particulièrement soudain et brutal pour ses camarades suffragistes, et survient alors qu'elle était encore active au sein du mouvement féministe. Elle avait donné une conférence, un mois plus tôt, dans un club suffragiste londonien, sur le thème « Si j'étais chancelier de l'Échiquier ». Contrairement au journal de la LAA, qui ne lui réserve qu'un encart dans sa rubrique nécrologique, le journal The Vote consacre entièrement sa première page à un hommage à cette « camarade, combattante, travailleuse et pionnière ».

## Hommages
Le nom d'Ethel Ayres Purdie fait partie, en tant que figure progressiste, de l'héritage culturel de l'ACCA. Son nom est attaché à des prix d'excellence pour étudiantes, mentionné dans les historiques de l'association et régulièrement utilisé dans son matériel de promotion.

## Publications
- (en) Ethel Ayres Purdie, Married Women & Tax Resistance (pamphlet), Women's Tax Resistance League, 1910 ;
- (en) Ethel Ayres Purdie, « Echoes », The Englishwoman, vol. 32,‎ 1911, p. 224-8 ;
- (en) Ethel Ayres Purdie, « A red tape comedy », The Vote, vol. VII, no 160,‎ 16 novembre 1912 (lire en ligne, consulté le 22 avril 2016) ;
- (en) Ethel Ayres Purdie, « A red tape comedy II », The Vote, vol. VII, no 161,‎ 23 novembre 1912 (lire en ligne, consulté le 22 avril 2016) ;
- (en) Ethel Ayres Purdie, « A red tape comedy III », The Vote, vol. VII, no 162,‎ 30 novembre 1912 (lire en ligne, consulté le 22 avril 2016) ;
- (en) Ethel Ayres Purdie, Married Women & Income Tax (pamphlet), Women's Tax Resistance League, 1913.